# Sauce criolla
La sauce criolla ou salsa criolla est une sauce latino-américaine composé d'oignons émincés, de vinaigre, de tomates, d'ail, de piments, de poivrons, d'huile d'olive, de sel, de poivre et d'herbes comme le persil ou la coriandre. Elle possède des similitudes avec la sauce chien.
La sauce criolla est souvent associée à la cuisine péruvienne, mais aussi aux cuisines cubaine, portoricaine, nicaraguayenne, uruguayenne et argentine.